# 37941 Dawidowicz
37941 Dawidowicz este o planetă minoră (asteroid), cu un diametru de 3,362 km, din centura de asteroizi. A fost descoperită pe 22 aprilie 1998 la centre de recherches en géodynamique et astrométrie⁠(d) de OCA-DLR Asteroid Survey⁠(d) și a fost numită după Gilles Dawidowicz⁠(d). 
Obiectul prezintă o orbită caracterizată de o semiaxă mare de 2,726478 UAi, o excentricitate de 0,04, o înclinație de 7,08888 ° în raport cu ecliptica.